# تروریسم در ایتالیا
تروریسم در ایتالیا (انگلیسی: Terrorism in Italy). چندین عمل تروریستی در ایتالیا طراحی و انجام شده‌است. این کشور به عنوان یک مسیر عبور و مرور تروریست‌ها برای اجرای عملیات در سایر نقاط مورد استفاده قرار می‌گیرد.

## عملیات‌ها و حمله‌های کشف شده در ایتالیا
- طرحهای اسلامی برای حمله به واتیکان
- حمله به فرودگاه رم و گروگان گیری در سال ۱۹۷۳
- حمله به کنیسه بزرگ یهودیان در رم در سال ۱۹۸۲
- حمله به فرودگاه وین و رم در سال ۱۹۸۵

## نقش ترانزیت
موقعیت ایتالیا برای تروریست‌ها مسیرهای غیر حفاظت شده برای ورود و خروج اعضای دولت اسلامی به اتحادیه اروپا را تأمین می‌کند.
یکی از مهاجمین در ژوئن سال ۲۰۱۷ در تهاجم لندن یک شهروند ایتالیایی بود، از یک مادر ایتالیایی و پدر مراکشی به دنیا آمده بود. در سال ۲۰۱۶ افسران امنیتی از خارج شدن وی با پرواز استانبول به دلیل پیدا کردن اوراق تبلیغی داعش در جیب او، جلوگیری کرده بودند. مجرمی که حمله برلین در سال ۲۰۱۶ را انجام داده بود از طریق ایتالیا وارد اتحادیه اروپا شده و بعد از عملیات نیز از طریق ایتالیا فرار کرده بود.